# San Mao
San Mao (三毛T, 三毛S, Sān MáoP) è un personaggio immaginario, protagonista di una omonima serie a fumetti, creato da Zhang Leping nel 1935.
San Mao è tra i più famosi e conosciuti personaggi a fumetti in Cina, protagonista di numerosi adattamenti per il cinema e la televisione. L'orfano vagabondo San Mao, che in cinese significa letteralmente "tre capelli", è stato creato nel periodo della Shanghai sconvolta dalla guerra sino-giapponese con finalità di denuncia sulle condizioni di vita della popolazione comune, colpita dalla povertà e dalla fame in seguito all'inflazione.
In Italia una raccolta delle sue avventure della serie Sān Máo liúlàng jì (三毛流浪记) è stata pubblicata nel 2018 dall'editore Carthusia con il titolo Sanmao. Avventure di un piccolo eroe vagabondo.

## Altri media

### Film
- Un orfano chiamato San Mao (Sān Máo liúlàng jì), regia di Zhao Ming e Yan Gong (1949)
- Sān Máo xuéshēng yì, regia di Huang Zuolin (1958)
- Sān Máo cóngjūn jì, regia di Zhang Jianya (1992)
- Sān Máo jiù gū jì, regia di Song Chong (2004)

### Televisione
- Sān Máo liúlàng jì – serie animata (1984)
- Sān Máo liúlàng jì – serie televisiva (1996-1998)
- Sān Máo xīn chuán – serie televisiva (1999)
- Le avventure di San Mao (Sān Máo liúlàng jì) – serie animata (2006)